# Lijst van burgemeesters van Hoogezand-Sappemeer
Dit is een lijst van burgemeesters van de Nederlandse gemeente Hoogezand-Sappemeer in de provincie Groningen van haar oprichting in 1949 tot haar opheffing op 1 januari 2018:
| Ambtsperiode | Naam burgemeester                        | Partij of stroming | Bijzonderheden                                                                                     |
| ------------ | ---------------------------------------- | ------------------ | -------------------------------------------------------------------------------------------------- |
| 1949 - 1951  | Hendrik de Wit                           | PvdA               | was burgemeester van de opgeheven gemeente Hoogezand, werd gedeputeerde van de provincie Groningen |
| 1952 - 1958  | Harm Roelfsema                           | PvdA               | werd gedeputeerde van de provincie Groningen                                                       |
| 1958 - 1974  | Gerard Boekhoven jr.                     | PvdA               | was burgemeester van Nieuwe Pekela                                                                 |
| 1975 - 1989  | Antonie Martinus (Ton) Amerika           | PvdA               | was burgemeester van Appingedam                                                                    |
| 1989 - 2000  | Jacob Leendert Dirk (Jaap) van der Linde | PvdA               | was burgemeester van Made en Drimmelen                                                             |
| 2000 - 2007  | Mirjam Salet                             | PvdA               | was burgemeester van 's-Gravendeel, werd burgemeester van Spijkenisse                              |
| 2008 - 2012  | Yvonne P. van Mastrigt                   | PvdA               | was burgemeester van Winsum, werd gedeputeerde van de provincie Groningen                          |
| 2013 - 2017  | Petrus Marinus Maria (Peter) de Jonge    | PvdA               | waarnemend burgemeester, oud-burgemeester van Heerenveen                                           |